# 何兆璋
何兆璋（1915年—1999年），男，原籍浙江定海，生于上海，中国电影录音师、导演，曾任中国电影家协会理事。